# توکیتا (شهرستان آخواخ)
توکیتا (به لاتین: Tukita) یک منطقهٔ مسکونی در روسیه است که در آخواخ واقع شده‌است.